# Publius Rutilius Rufus
Publius Rutilius Rufus (158 př. n. l. – po 78 př. n. l.) byl římský politik, vojevůdce, řečník, historik a také prastrýc Gaia Julia Caesara prostřednictvím své sestry Rutilie, Caesarovy babičky z matčiny strany. Nejvyšší politické funkce v římské republice dosáhl v roce 105 př. n. l., když byl zvolen konzulem.
Za svého konzulátu reformoval systém výcviku vojska a upevnil armádní disciplínu. Ve funkci legáta Quinta Mucia Scaevoly se pokoušel chránit před odíráním nájemci daní (publikány) obyvatele Asie, což publikány vyprovokovalo k tomu, aby proti Rufovi a Scaevolovi vznesli v Římě obvinění z vydírání. Obvinění bylo falešné, ale protože soudní poroty se skládaly výhradně z equitů, ze kterých se rekrutovalo mnoho publikánů, byl Rufus odsouzen do vyhnanství. Odešel do Smyrny, kde se pak věnoval sepisováním dějin Říma v řečtině.

## Mládí
Narodil se jako třetí dítě Publia Rutilia, jeho sourozenci se jmenovali Lucius a Rutilia, pozdější matka Gaia Aurelia Cotty. Rufus studoval filozofii u Panaitia – pod jeho vlivem se stal se stoikem –  a u Sulpicia Galby právo, řečnictví a řečtinu.

## Vojenská kariéra a konzulát
Svou vojenskou kariéru zahájil během numantské války v roce 134 př. n. l. jako člen štábu Publia Cornelia Scipia Aemiliana. V Hispánii se bezpochyby musel dostat do kontaktu s Gaiem Mariem a Jugurthou, kteří tam sloužili pod Scipionem také. Pravděpodobně se zúčastnil i obléhání a dobytí Numantie.
V roce 115 př. n. l. kandidoval do úřadu konzula, ale byl ve volbách poražen Markem Aemiliem Scaurem. Po volbách zažaloval Scaura z uplácení voličů (crimen ambitus) a naopak Scaurus ze stejného zločinu obžaloval Rufa. Oba ve svých žalobách neuspěli.
Rufus se společně s Mariem stali roku 109 př. n. l. legáty Quinta Caecilia Metella Numidika ve válečném tažení proti Jugurthovi. Vyznamenal se v bitvě na řece Muthulu, kde čelil výpadu Bomilkara, a podařilo se mu zajmout nebo zmrzačit většinu numidských válečných slonů.
V roce 105 př. n. l. byl zvolen do úřadu konzula jako starší kolega Gnaea Mallia Maxima. Během jeho konzulátu čelil Řím nebezpečí možné invaze migrujících Kimbrů a Teutonů, kteří dospěli až do zaalpské Galie. Dalo by se očekávat, že jako starší konzul a navíc ověnčený vynikajícími vojenskými úspěchy povede římskou armádu na sever on, aby se s ní postavil germánským kmenům. Z nějakého neznámého důvodu však byla tato povinnost svěřena jeho mladšímu kolegovi, což mělo později katastrofální následky. Správce Galie ve funkci prokonzula Quintus Servilius Caepio nebyl ochoten se ve velení vojensky podřídit konzulu Malliovi, který byl pro něho pouhý homo novus, a jejich spory nakonec vedly k drtivé porážce římských armád v bitvě u Arausia. Rutilius mezitím zůstal v Římě. Jeho hlavní úspěchy se týkaly upevnění disciplíny armády a zavedení vylepšeného systému výcviku. Po skončení svého konzulátu působil jako legát Quinta Mucia Scaevoly, správce provincii Asie.

## Exil a závěr života
Tím, že pomáhal svému nadřízenému v jeho snaze chránit obyvatele provincie před odíráním ze strany publikánů neboli nájemců a výběrčích daní, vyvolal Rufus nenávist equitů, ze kterých se publikání rekrutovali. V roce 92 př. n. l. ho obvinili z vymáhání peněz od provinciálů, ačkoli se naopak snažil jejich vydírání zabránit. Všeobecně se vědělo, že obvinění je nepravdivé, ale protože soudní poroty se v té době skládaly z equitů, byl z jejich pomsty odsouzen do vyhnanství. Na rozsudku měl podíl i slavný římský gurmán Apicius. Rufův majetek byl zabaven k uspokojení nároků na odškodnění.
Nejprve odešel do Mytilény a později do Smyrny, kde strávil zbytek svého života „jako vážený občan mezi provinciály, které údajně utlačoval“; Cicero ho tam navštívil v roce 78 př. n. l. Přestože ho Sulla později vyzval, aby se vrátil do Říma, Rufus jeho nabídku odmítl. Během svého pobytu ve Smyrně napsal vlastní životopis a dějiny Říma v řečtině, o jejichž jedné části je známo, že byla věnována numantské válce. Měl hluboké znalosti římského práva a psal na toto téma pojednání, z nichž některé fragmenty jsou ještě citovány v Digestech, části svodu římského práva Corpus iuris civilis. Dobře také znal řeckou literaturu.

## Rodina
Rufus byl ženatý s Livií, sestrou Marka Livia Drusa. Jejich synem mohl být Publius Rutilius Nudus.

## Literární ztvárnění
- V románu Stevena Saylora Wrath of the Furies vystupuje Publius Rutilius Rufus jako jedna z vedlejších postav.
- V románu Colleen McCulloughové První muž Říma (první kniha v její sérii Páni Říma) vystupuje Publius Rutilius Rufus jako jedna z vedlejších postav.